# Johnny Morris (empresario)
John Luke Morris (nacido en 1948) es un empresario multimillonario estadounidense y fundador, propietario mayoritario y director ejecutivo de Bass Pro Shops , una cadena minorista de caza y pesca en los EE. UU. Y Canadá.

## Primeros años
John Morris nació en Springfield, Missouri en 1948. Morris se educó en la Drury University.

## Carrera
Morris fundó Bass Pro Shops en 1972 cuando comenzó a vender equipos de pesca en la parte trasera de una de las licorerías Brown Derby de su padre en Springfield. Según Forbes , Morris tiene un patrimonio neto de $ 4.1 mil millones. Morris también es el fundador del White River Marine Group.
Morris abrió el Wonders of Wildlife Museum & Aquarium en Springfield, en 2017. El museo ayuda a llevar a los visitantes a la tienda de Bass Pro Shops allí, con la que comparte una ubicación. En septiembre de 2017, Bass Pro adquirió Cabela's , otro minorista de productos para exteriores, por $ 4 mil millones. 
Morris y su familia recibieron la Medalla Audubon en febrero de 2019, en reconocimiento a sus esfuerzos de conservación. 
Morris también fundó Top of the Rock en Branson, Missouri, que alberga una de las mayores colecciones de puntas de flecha y arte de los nativos americanos de la región. Top of the Rock experimentó un sumidero de 70 pies de ancho el 22 de mayo de 2016.

### Vida personal
Está casado, tiene cuatro hijos y vive en Springfield, Missouri.

## Empresas
- Cabela's
- White River Marine Group
- Bass Pro Shops

### Acuarios
- Wonders of Wildlife Museum & Aquarium

### Licorerías
- Brown Derby

## Videojuegos

### 4x4 Off-RoadSeries
- Cabela's 4x4 Off-Road Adventure (2001)
- Cabela's 4x4 Off-Road Adventure 2 (2001)
- Cabela's 4x4 Off-Road Adventure 3 (2003)

### Ultimate Deer HuntSeries
- Cabela's Ultimate Deer Hunt (2001)
- Cabela's Ultimate Deer Hunt 2 (2002)
- Cabela's Ultimate Deer Hunt: Open Season (2002)

## Deer HuntSeries
- Cabela's Deer Hunt: 2004 Season (2003)
- Cabela's Deer Hunt: 2005 Season (2004)

## Dangerous HuntsSeries
- Cabela's Dangerous Hunts (2003)
- Cabela's Dangerous Hunts 2 (2005)
- Cabela's Dangerous Hunts: Ultimate Challenge (2006)
- Cabela's Dangerous Hunts 2009 (2008)
- Cabela's Dangerous Hunts 2011 (2010)
- Cabela's Dangerous Hunts 2013 (2012)

## GrandSlam HuntingSeries
- Cabela's GrandSlam Hunting: North American 29 (2000)
- Cabela's GrandSlam Hunting: 2004 Trophies (2003)

## Outdoor AdventuresSeries
- Cabela's Outdoor Adventures (2005)
- Cabela's Outdoor Adventures (2009)

### Otros
- Cabela's Sportsman's Challenge (1998)
- Cabela's Outdoor Trivia Challenge (1999)
- Cabela's African Safari (2006)
- Cabela's Monster Bass (2007)
- Cabela's Legendary Adventures (2008)
- Cabela's Monster Buck Hunter (2010)
- Cabela's North American Adventures (2010)
- Cabela's Adventure Camp (2011)
- Cabela's Survival: Shadows of Katmai (2011)
- Cabela’s Hunting Expeditions (2012)
- Cabela's African Adventures (2013)
- Cabela's: The Hunt - Championship Edition (2018)